# Súng phóng lựu

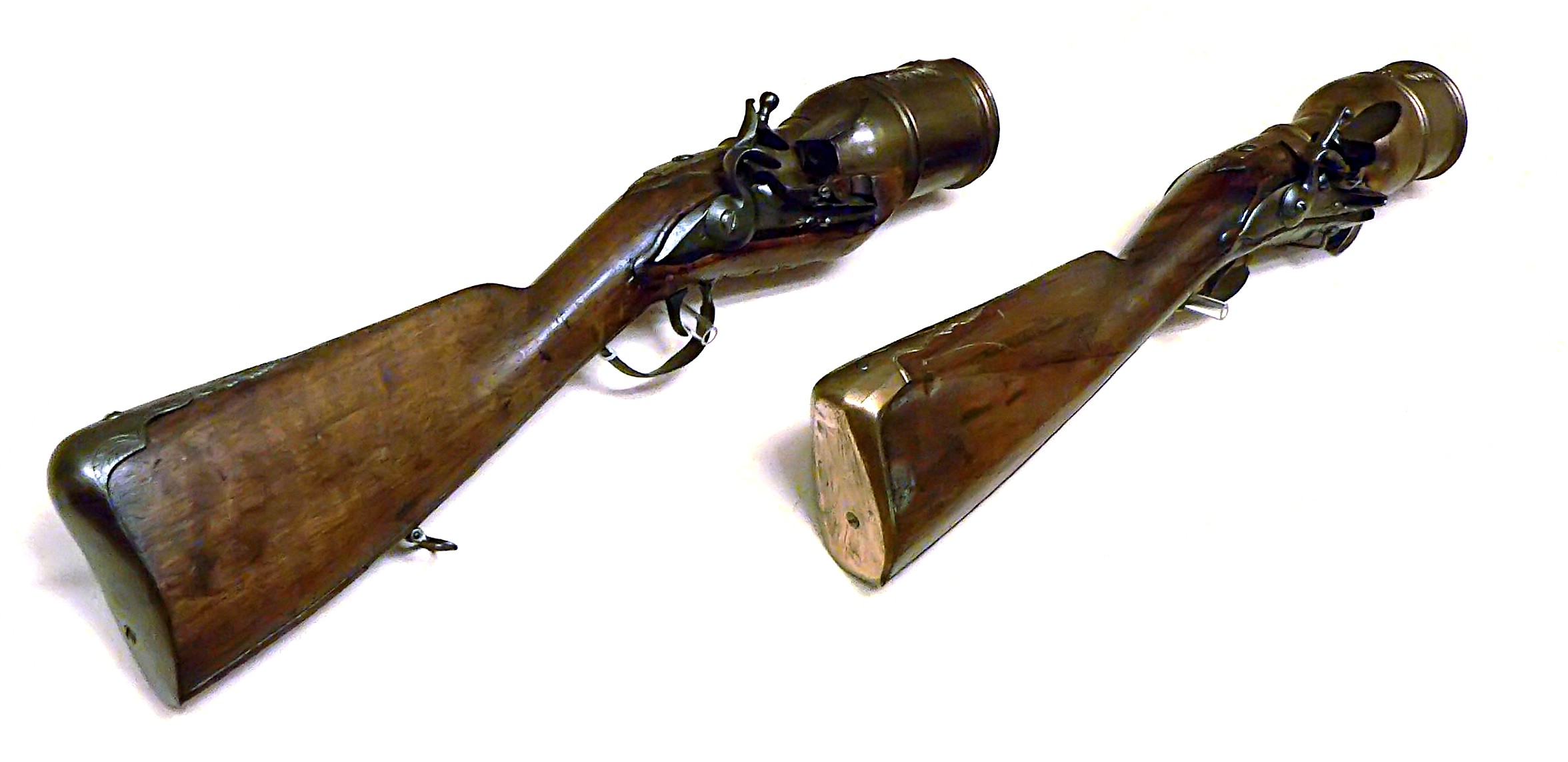
Súng phóng lựu thế kỷ 19

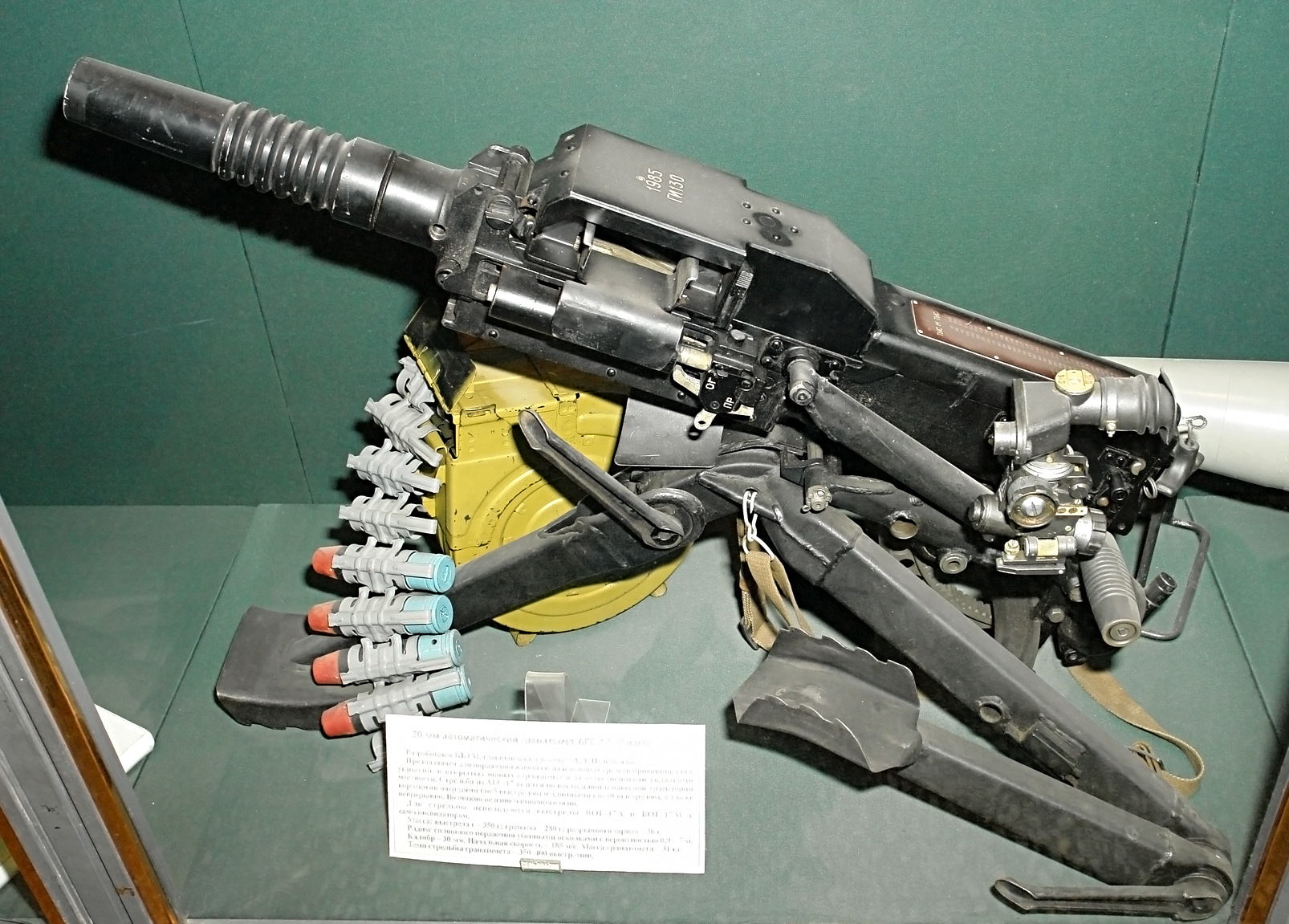
Súng phóng lựu tự động AGS-17

Súng phóng lựu là loại súng hoàn toàn có thể phóng lựu đạn xa hơn,chính xác hơn và nhanh hơn nhiều so với dùng lựu đạn tay.Loại súng phóng lựu nhỏ thường là loại đơn lẻ hoặc được gắn dưới nòng. Có rất nhiều loại súng trường được thiết kế để có thể phóng lựu đạn từ đầu nòng.

## Mô tả
Phần lớn các loại súng phóng lựu đều nhỏ, 1 người có thể mang được, tư thế bắn như bắn súng trường. Các loại này thường bắn phát một, nạp đạn bằng tay, dùng đạn cỡ 30–40 mm. Không giống lựu đạn thường, đạn lựu phóng thực chất là đạn pháo thu nhỏ.
Ngoài ra còn có những loại súng phóng tự động như Mk 19 của Mỹ, thường được mang vác bởi bộ binh hoặc gắn trên xe cộ. Với nhịp bắn cao, chúng có thể bắn chặn hỏa lực của đối phương, tiêu diệt hoặc vô hiệu hóa các loại phương tiện, công trình. Súng phóng lựu tự động bắn được các loại đạn khói, đạn gây nhiễu, pháo sáng, đạn thông thường chống bộ binh.

## Phân loại

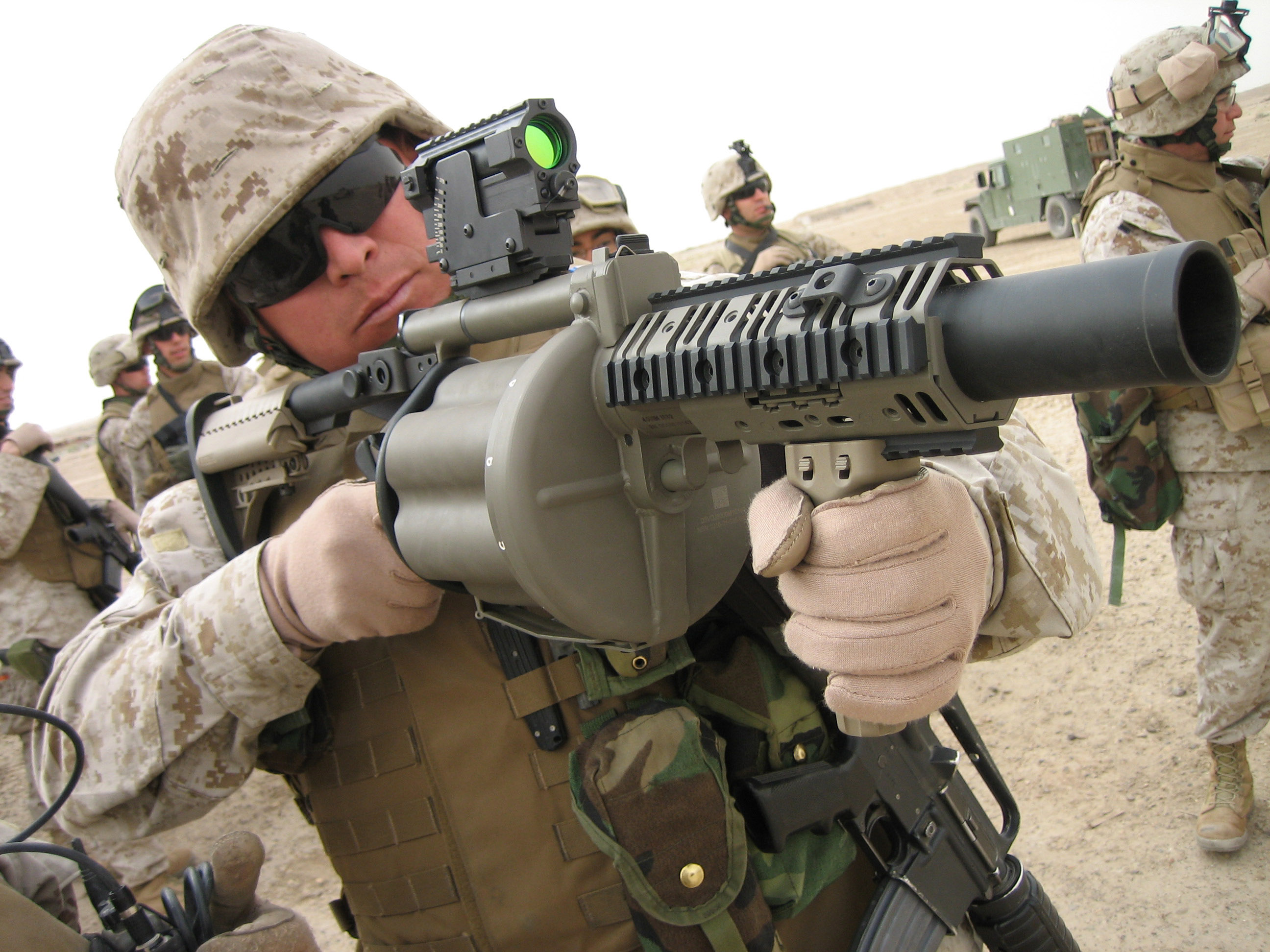
Lính thủy đánh bộ Mỹ với súng phóng lựu M32

Nhiều loại súng trường ngày nay được thiết kế để phóng lựu từ đầu nòng, dùng loại đạn không đầu làm liều phóng hoặc cho đầu đạn "chui" qua 1 lỗ ở giữa đáy lựu đạn. Loại này có 2 lợi thế: đạn có thể chế tạo to hơn, công phá mạnh hơn các loại lựu đạn thông thường nhưng lại không ảnh hưởng mấy đến khối lượng súng, không gây vướng víu cho xạ thủ. Tuy vậy phương pháp này có nhược điểm là xạ thủ phải tháo viên đạn trong súng ra để nạp liều phóng, lựu đạn. Nếu không bắn đạn lựu được, người lính không thể nạp lại đạn súng trường ngay lập tức. Ngoài ra liều phóng nhỏ cũng khiến đạn bắn không được xa và nhanh.
Súng phóng gắn dưới nòng súng trường lại khác. Chúng có cò riêng, có thể nạp đạn và bắn độc lập với súng trường. Chúng cũng có thước ngắm riêng và lực giật chỉ như 1 khẩu shotgun. Một loại súng phóng lựu nhẹ khác có thể bắn liên tục nhiều phát như khẩu M32. Súng này có ổ đạn hình trụ như súng lục ổ quay.
Loại súng phóng lựu tự động đều có sơ tốc đạn cao hơn các họ hàng nhỏ bé của chúng. Các súng này đang có xu hướng được phát triển nhỏ gọn hơn, bắn nhanh và tập trung hơn. một số súng điển hình của loại này là Mk 19 của Mỹ, AGS-17 của Nga, HK GMG của Đức.